# Ropalomera tibialis
Ropalomera tibialis är en tvåvingeart som beskrevs av Walker 1853. Ropalomera tibialis ingår i släktet Ropalomera och familjen Ropalomeridae. Inga underarter finns listade i Catalogue of Life.